# Carica

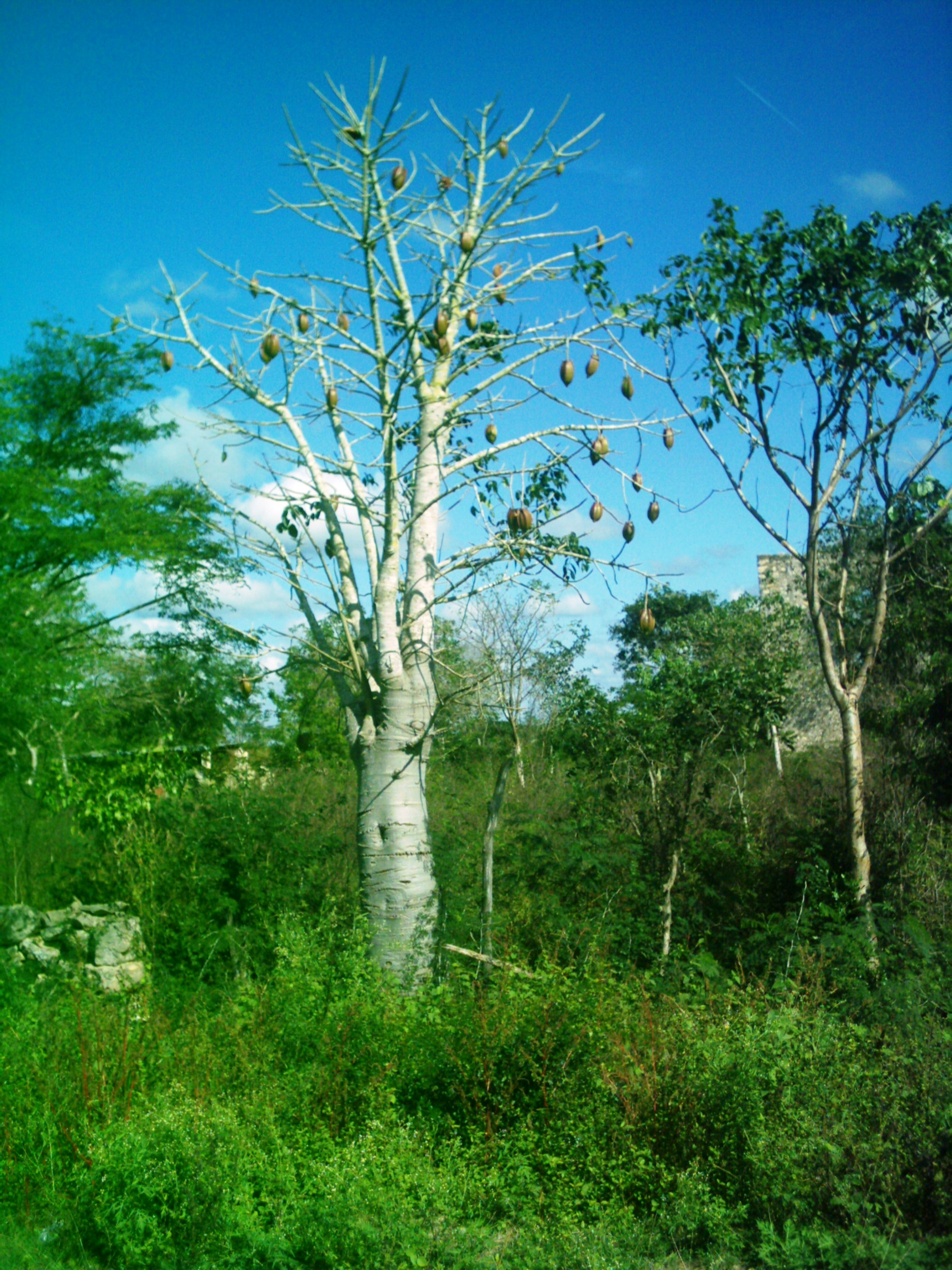
Jacaratia mexicana.

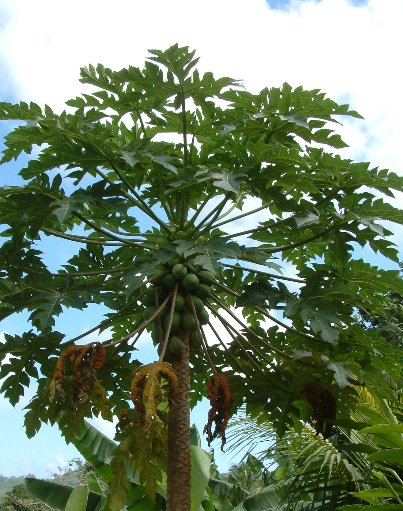
Árbol de Carica papaya

Carica es un género de plantas de flores de la familia Caricaceae. Anteriormente tratada con 20-25 especies de arbustos o pequeños árboles perennes que alcanzan 5-10 m de altura, nativo de las regiones tropicales de Centroamérica y Sudamérica, recientes estudios genéticos lo han restringido a una sola especie Carica papaya (papaya; syn. C. peltata, C. posoposa). Los más recientes estudios moleculares y genéticos revelan que el género Carica está estrechamente relacionado con Jarilla, siendo considerados ambos como 'hermanos'.
El nombre Carica alude a la similitud de las hojas de la papaya con aquellas de la higuera, a la que Linneo nombró Ficus carica. El epíteto carica es el gentilicio de Caria, una región histórica de Asia Menor, de donde Linneo creía erróneamente que provenía la higuera.
La mayoría de las otras especies se han transferido al género Vasconcellea, con unas pocas  al género Jacaratia y Jarilla, como sigue:
- Carica papaya (papaya)

De Carica a Jacaratia
- Carica dodecaphylla = Jacaratia spinosa
- Carica mexicana = Jacaratia mexicana
- Carica spinosa = Jacaratia spinosa

De Carica a Jarilla
- Carica caudata = Jarilla heterophylla
- Carica nana = Jarilla nana

De Carica a Vasconcellea
- Carica baccata = Vasconcellea microcarpa subsp. baccata
- Carica candamarcensis = Vasconcellea cundinamarcensis
- Carica candicans = Vasconcellea candicans (Mito)
- Carica cauliflora = Vasconcellea cauliflora
- Carica cestriflora = Vasconcellea cundinamarcensis
- Carica chilensis = Vasconcellea chilensis
- Carica crassipetala = Vasconcellea crassipetala
- Carica cundinamarcensis = Vasconcellea cundinamarcensis
- Carica glandulosa = Vasconcellea glandulosa
- Carica goudotiana = Vasconcellea goudotiana
- Carica heterophylla = Vasconcellea microcarpa subsp. heterophylla
- Carica horovitziana = Vasconcellea horovitziana
- Carica longiflora = Vasconcellea longiflora
- Carica microcarpa = Vasconcellea microcarpa
- Carica monoica = Vasconcellea monoica
- Carica omnilingua = Vasconcellea omnilingua
- Carica palandensis = Vasconcellea palandensis
- Carica parviflora = Vasconcellea parviflora
- Carica pentagona = Vasconcellea ×heilbornii
- Carica pubescens = Vasconcellea cundinamarcensis
- Carica pulchra = Vasconcellea pulchra
- Carica quercifolia = Vasconcellea quercifolia
- Carica sphaerocarpa = Vasconcellea sphaerocarpa
- Carica sprucei = Vasconcellea sprucei
- Carica stipulata = Vasconcellea stipulata
- Carica weberbaueri = Vasconcellea weberbaueri